# Fraizer Campbell
Fraizer Lee Campbell, född 13 september 1987 i Huddersfield, West Yorkshire, är en engelsk fotbollsspelare. Han har tidigare spelat för Manchester United, Royal Antwerp, Hull City, Tottenham Hotspur, Sunderland, Cardiff City, Crystal Palace och Huddersfield Town.

## Bakgrund
Campbell föddes i Huddersfield, West Yorkshire och växte upp i ett Manchester United-dominerat hushåll. Som barn spelade Campbell för Huddersfield Towns ungdomslag, innan han bytte klubb till Manchester United.

## Klubbkarriär
Den 12 augusti 2019 värvades Campbell av Huddersfield Town, där han skrev på ett tvåårskontrakt. Campbell debuterade den 21 augusti i en 2–1-förlust mot sin tidigare klubb Cardiff City, med ett inhopp i den 84:e minuten. Under säsongen 2020/2021 spelade han i 40 av 46 Championship-matcher och gjorde sju mål. Campbell vann även priset för månadens mål i Championship under september 2020. Den 11 maj 2021 skrev han på ett nytt ettårskontrakt i Huddersfield med option på ytterligare ett år. Huddersfield meddelade den 1 juni 2022 att Campbell inte erbjudits något nytt kontrakt och att han skulle lämna klubben i slutet av månaden.

## Landslagskarriär
Under tiden när Campbell var utlånad till Hull City, gjorde han sin debut för England U21-landslag, när han byttes in i en match mot Polens U21-landslag den 25 mars 2008. Han gjorde sitt första mål i landslaget den 18 november 2008 i en 2-0-vinst mot Tjeckiens U21-landslag. Han gjorde även mål i den andra gruppspelsmatchen i U21-VM 2009 mot Spanien den 18 juni 2009 som England vann med 2-0. Han blev utvisad i semifinalen mot Sveriges U21-landslag. Efter att ha fått erfarenhet i U21-landslaget, tyckte lagets tränare Bruce att Fabio Capello skulle överväga att ta ut Campbell i A-landslaget.

## Karriärstatistik
| Klubb                   | Säsong             | Liga               | Liga    | Liga | Nationell cup | Nationell cup | Ligacup | Ligacup | Internationell cup | Internationell cup | Övrigt  | Övrigt | Totalt  | Totalt |
| Klubb                   | Säsong             | Division           | Matcher | Mål  | Matcher       | Mål           | Matcher | Mål     | Matcher            | Mål                | Matcher | Mål    | Matcher | Mål    |
| ----------------------- | ------------------ | ------------------ | ------- | ---- | ------------- | ------------- | ------- | ------- | ------------------ | ------------------ | ------- | ------ | ------- | ------ |
| Manchester United       | 2007/2008          | Premier League     | 1       | 0    | 0             | 0             | 1       | 0       | 0                  | 0                  | 0       | 0      | 2       | 0      |
| Manchester United       | 2008/2009          | Premier League     | 1       | 0    | —             | —             | —       | —       | 0                  | 0                  | 1       | 0      | 2       | 0      |
| Manchester United       | Totalt             | Totalt             | 2       | 0    | 0             | 0             | 1       | 0       | 0                  | 0                  | 1       | 0      | 4       | 0      |
| Royal Antwerp (lån)     | 2006/2007          | 2. Division        | 31      | 20   | 5             | 3             | —       | —       | —                  | —                  | 2       | 1      | 38      | 24     |
| Hull City (lån)         | 2007/2008          | Championship       | 34      | 15   | —             | —             | —       | —       | —                  | —                  | 3       | 0      | 37      | 15     |
| Tottenham Hotspur (lån) | 2008/2009          | Premier League     | 10      | 1    | 1             | 0             | 4       | 2       | 7                  | 0                  | —       | —      | 22      | 3      |
| Sunderland              | 2009/2010          | Premier League     | 31      | 4    | 2             | 2             | 3       | 1       | —                  | —                  | —       | —      | 36      | 7      |
| Sunderland              | 2010/2011          | Premier League     | 3       | 0    | 0             | 0             | 1       | 0       | —                  | —                  | —       | —      | 4       | 0      |
| Sunderland              | 2011/2012          | Premier League     | 12      | 1    | 5             | 1             | 0       | 0       | —                  | —                  | —       | —      | 17      | 2      |
| Sunderland              | 2012/2013          | Premier League     | 12      | 1    | 1             | 0             | 2       | 0       | —                  | —                  | —       | —      | 15      | 1      |
| Sunderland              | Totalt             | Totalt             | 58      | 6    | 8             | 3             | 6       | 1       | —                  | —                  | —       | —      | 72      | 10     |
| Cardiff City            | 2012/2013          | Championship       | 12      | 7    | —             | —             | —       | —       | —                  | —                  | —       | —      | 12      | 7      |
| Cardiff City            | 2013/2014          | Premier League     | 37      | 6    | 3             | 3             | 0       | 0       | —                  | —                  | —       | —      | 40      | 9      |
| Cardiff City            | Totalt             | Totalt             | 49      | 13   | 3             | 3             | 0       | 0       | —                  | —                  | —       | —      | 52      | 16     |
| Crystal Palace          | 2014/2015          | Premier League     | 20      | 4    | 2             | 1             | 0       | 0       | —                  | —                  | —       | —      | 22      | 5      |
| Crystal Palace          | 2015/2016          | Premier League     | 11      | 0    | 3             | 1             | 1       | 1       | —                  | —                  | —       | —      | 15      | 2      |
| Crystal Palace          | 2016/2017          | Premier League     | 12      | 1    | 1             | 0             | 0       | 0       | —                  | —                  | —       | —      | 13      | 1      |
| Crystal Palace          | Totalt             | Totalt             | 43      | 5    | 6             | 2             | 1       | 1       | —                  | —                  | —       | —      | 50      | 8      |
| Hull City               | 2017/2018          | Championship       | 36      | 6    | 2             | 0             | 0       | 0       | —                  | —                  | —       | —      | 38      | 6      |
| Hull City               | 2018/2019          | Championship       | 39      | 12   | 0             | 0             | 0       | 0       | —                  | —                  | —       | —      | 39      | 12     |
| Hull City               | Totalt             | Totalt             | 75      | 18   | 2             | 0             | 0       | 0       | —                  | —                  | —       | —      | 77      | 18     |
| Huddersfield Town       | 2019/2020          | Championship       | 33      | 3    | 1             | 0             | 0       | 0       | —                  | —                  | —       | —      | 34      | 3      |
| Huddersfield Town       | 2020/2021          | Championship       | 40      | 7    | 0             | 0             | 0       | 0       | —                  | —                  | —       | —      | 40      | 7      |
| Huddersfield Town       | 2021/2022          | Championship       | 19      | 0    | 0             | 0             | 1       | 0       | —                  | —                  | —       | —      | 20      | 0      |
| Huddersfield Town       | Totalt             | Totalt             | 92      | 10   | 1             | 0             | 1       | 0       | 0                  | 0                  | 0       | 0      | 94      | 10     |
| Totalt i karriären      | Totalt i karriären | Totalt i karriären | 394     | 88   | 26            | 11            | 13      | 4       | 7                  | 0                  | 6       | 1      | 446     | 104    |

1. ↑  Inkluderar Belgiska cupen och FA-cupen.
2. ↑  Inkluderar Ligacupen.
3. ↑  Match i FA Community Shield.
4. ↑  Playoffmatcher i belgiska 2. Division.
5. ↑  Playoffmatcher i Championship.
6. ↑  Matcher i Uefacupen.

## Meriter

### Klubblag
Manchester United
- FA Community Shield (1): 2008

Hull City
- Football League Championship playoff (1): 2008